# Tommy Vedes
Tommy Vedes (* 1971 oder 1972 in New York City, New York) ist ein professioneller US-amerikanischer Pokerspieler. Er ist zweifacher Titelträger der World Poker Tour.

## Persönliches
Vedes wurde im New Yorker Stadtbezirk Queens geboren und wuchs dort auf. Er besuchte bis zur 8. Klasse eine griechische Schule und wechselte anschließend auf eine öffentliche High School. Dort geriet er laut eigener Aussage an ein schlechtes Umfeld, durch das er in der 10. Klasse die Schule abbrach. Später arbeitete Vedes in verschiedenen Berufen, um seinen Lebensunterhalt zu finanzieren, bevor er sich ganz seiner Pokerkarriere widmen konnte.

## Pokerkarriere
Der Amerikaner kam durch private Pokerrunden seines Vaters mit dem Spiel in Berührung und reiste als Teenager regelmäßig zum Pokerspielen nach Atlantic City. Seine erste Geldplatzierung bei einem Live-Turnier erzielte er im März 2005 im Hotel Bellagio am Las Vegas Strip. Vedes war Anfang Juli 2006 erstmals bei der World Series of Poker (WSOP) im Rio All-Suite Hotel and Casino am Las Vegas Strip erfolgreich und kam bei einem Turnier der Variante No Limit Hold’em in die Geldränge. Im Venetian Resort Hotel am Las Vegas Strip gewann er Mitte Februar 2008 sein erstes Live-Turnier und sicherte sich eine Siegprämie von knapp 60.000 US-Dollar. Bei der WSOP 2009 erreichte der Amerikaner bei einem Turnier in Pot Limit Omaha Hi-Lo den Finaltisch und belegte anschließend beim Main Event der Turnierserie den mit über 350.000 US-Dollar dotierten 19. Platz. Ende August 2009 beendete er das Main Event der River Poker Series in Thackerville als Sechster und erhielt 105.000 US-Dollar. Im Bellagio setzte sich Vedes im Oktober 2009 beim Main Event der World Poker Tour (WPT) durch und sicherte sich den Hauptpreis von mehr als 1,2 Millionen US-Dollar. Ende April 2010 gewann er bei der European Poker Tour in Monte-Carlo ein Side-Event mit einer Siegprämie von 170.000 Euro. Anfang Mai 2011 saß der Amerikaner am Finaltisch des WPT-Main-Events in Hollywood, Florida, und belegte den mit knapp 170.000 US-Dollar dotierten sechsten Platz. An gleicher Stelle sicherte sich Vedes im April 2012 seinen zweiten WPT-Titel sowie ein Preisgeld von rund 780.000 US-Dollar. Seitdem blieben größere Turniererfolge aus.
Insgesamt hat sich Vedes mit Poker bei Live-Turnieren mehr als 4 Millionen US-Dollar erspielt.